# Ekkerøya
Ekkerøya (eller Store Ekkerøya) är en cirka 5,5 kilometer lång och 1,5 kilometer bred "skoformad" halvö i Vadsø kommun i Finnmark fylke i nordligaste Norge, förbunden med fastlandet via en smal landremsa cirka 15 kilometer öster om staden Vadsø. Berggrunden utgörs av sandsten men även andra sedimentära bergarter förekommer, som bedöms avsatta för 500-600 miljoner år sedan. Halvön avgränsas mot havet av mestadels smala sandstränder.
Ekkerøya (eller Ekkerøy) är också namnet på ett fiskeläge beläget på den inre (västra) delen av halvön.

## Historik
De 900 år gamla vikingatidsgravarna på Ekkerøya stammar antagligen från en handelsstation belägen långt upp i nordost från den fasta norska bebyggelsen och den är bland de östligaste spåren av norsk bosättning från denna tiden. Från 1500-talet och fram till omkring 1960 hade halvön en stabil bosättning, men i och med att ekonomiska grunden för fiske och fiskindustri försämrades och ersättningsnäringar saknades skedde en avfolkning.
Under andra världskriget byggde tyskarna bunkrar och ammunitionsförråd i berget Sandflåget och rester av det finns kvar 2018.

## Ekkerøya fiskeläge
Ekkerøya (eller Ekkerøy) är ett litet fiskeläge på halvön med färre än 50 fastboende där turism, särskilt fågelskådare, utgör en inkomstkälla och sysselsättningen i övrigt är väsentligen arbetspendling till Vadsø. I samhället finns en sommaröppen museianläggning bestående av en lanthandel (numera sommarkafé), fiskebodar som bland annat varit räkkokeri, trankokeri och en mindre fågelutställning.
I Ekkerøya ligger museigården Kjeldsenbruket.

## Ekkerøya naturreservat
År 1983 avsattes de sydöstra, östra och delar av de nordliga sandiga strandremsorna och fågelfjället till naturreservat. Det kom att omfatta 160 hektar varav 70 hektar land för att skydda dels fågelfjället men även växtbiotopen där praktnejlika ingår, som i Norge enbart finns i östra Finnmark. Övriga floran är den gängse för området inklusive förekomst av fjällsippa, fjällglim och hjortron.
På fågelfjället dominerar tretåig mås med mer än 20 000 häckande par 1979. Alförrädare övervintrar i vattnen och även en del icke häckande exemplar finns kvar över  somrarna. Långflyttaren kustlabb häckar i området och är en predator på den tretåiga måsen. Riklig förekomst av vadare finns inom naturreservatet och dess omgivningar och inkluderar bland andra strandskata, roskarl och brushane.

## Bilder

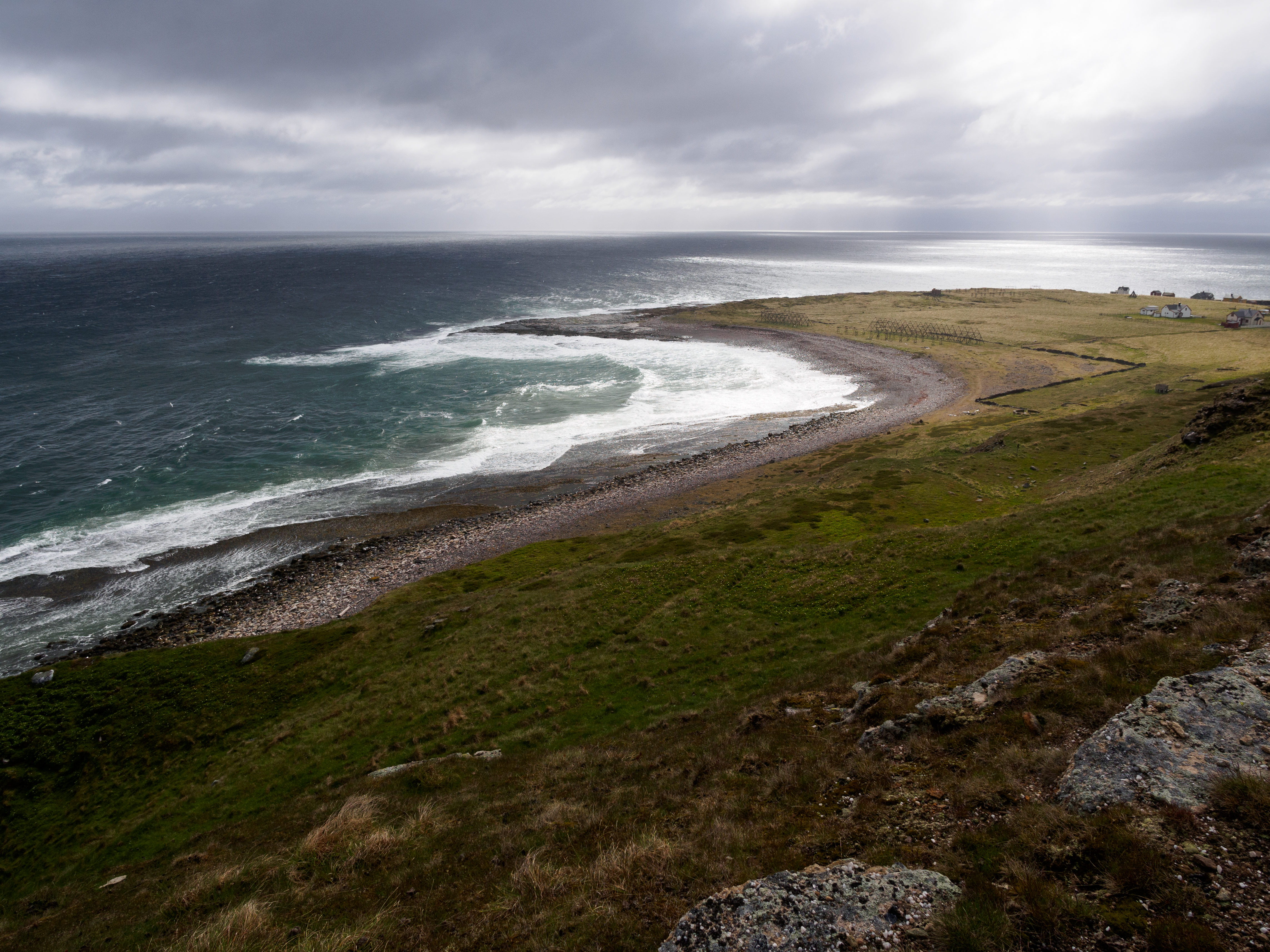
Strand på Ekkerøya.
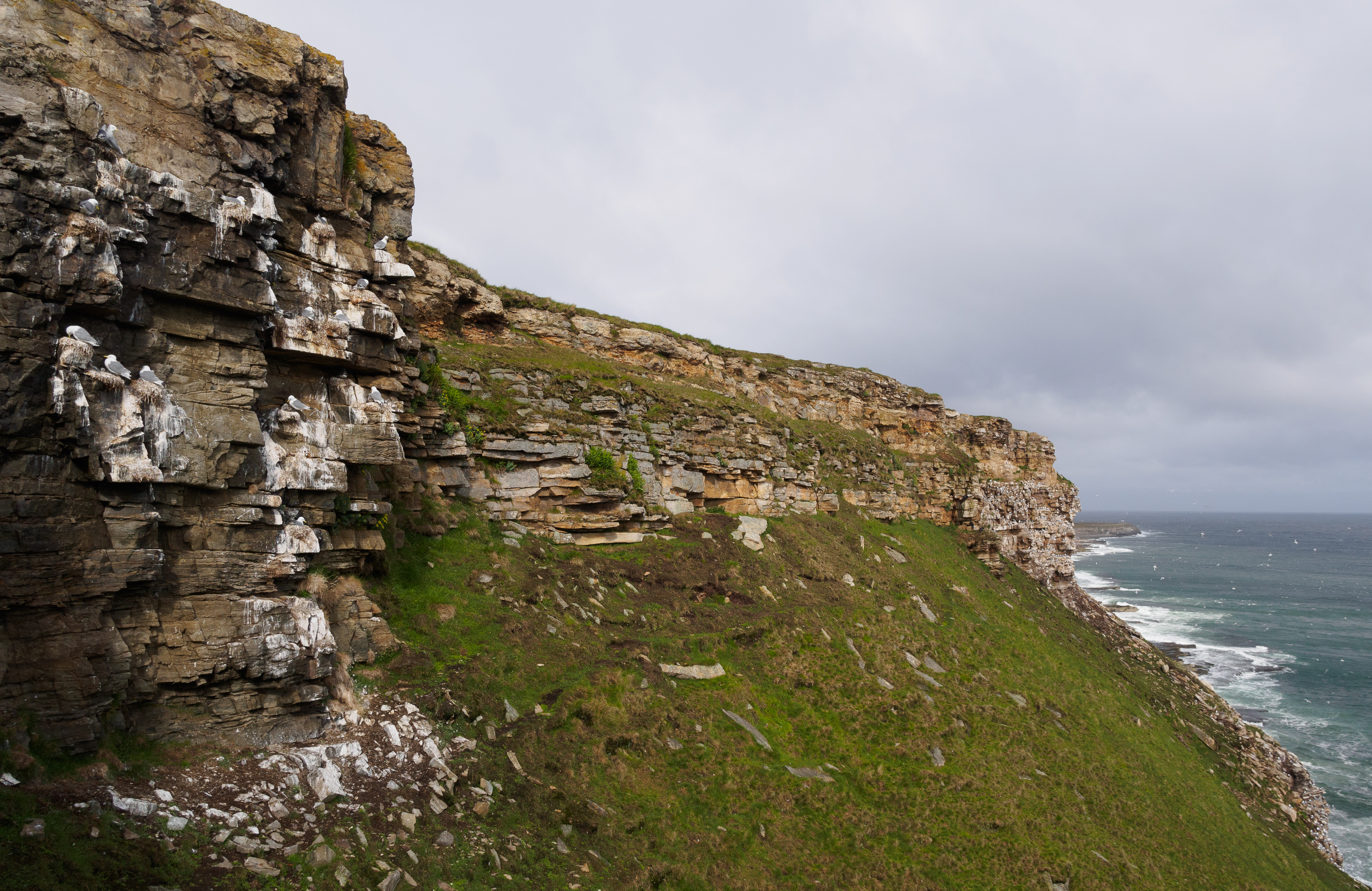
Fågelfjället med tretåig mås på Ekkerøya.
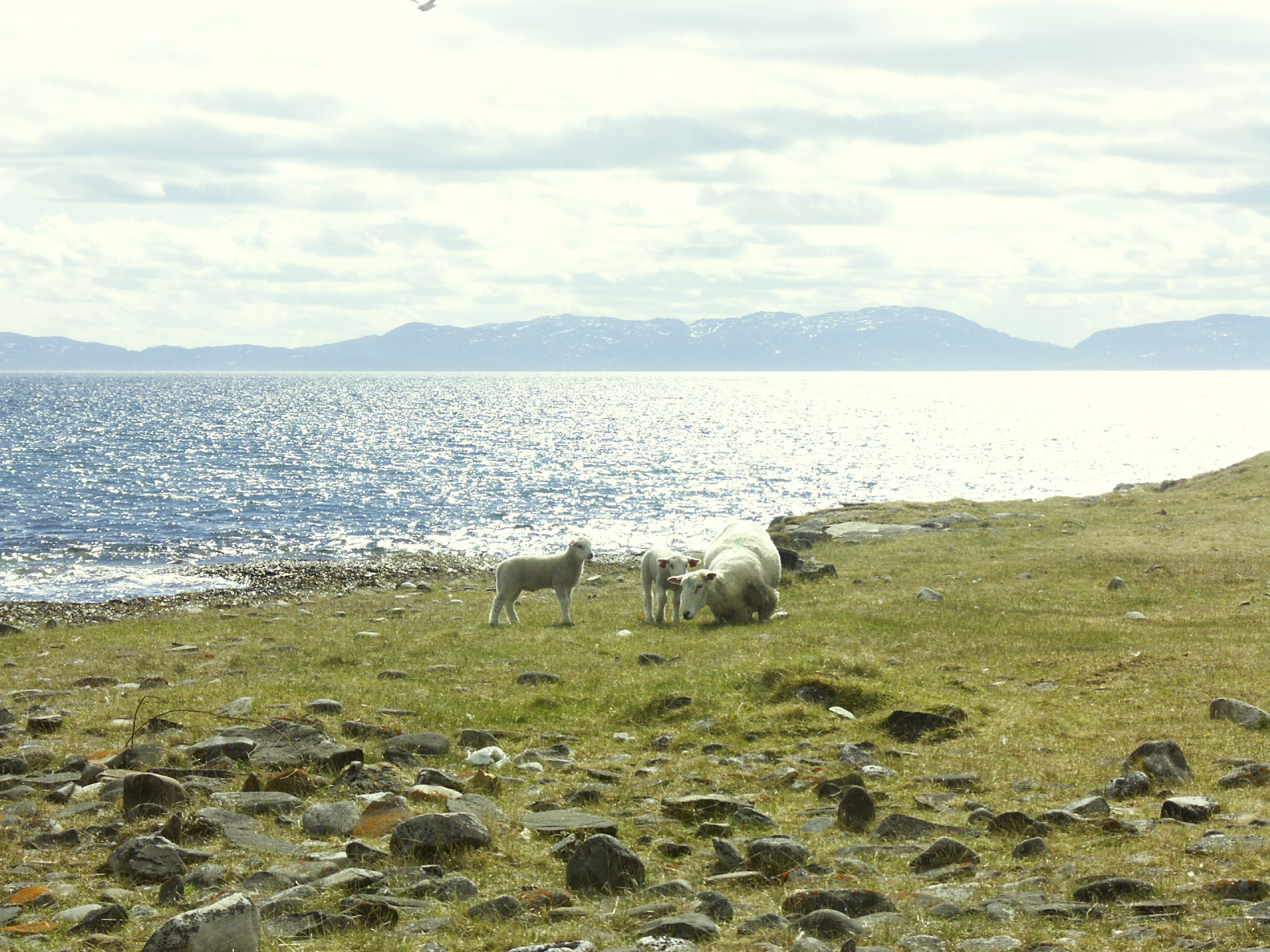
Får på Ekkerøya.